# Analyste (informatique)
Pour les articles homonymes, voir analyste.
 (janvier 2021).
Si vous disposez d'ouvrages ou d'articles de référence ou si vous connaissez des sites web de qualité traitant du thème abordé ici, merci de compléter l'article en donnant les références utiles à sa vérifiabilité et en les liant à la section « Notes et références ».
La fonction de l’Analyste ou d’Analyste Systèmes d'Information (Analyste S.I. à ne pas confondre avec celle de ingénieur d'étude, ou d’analyste-programmeur appelé aujourd'hui concepteur ; et ce n'est pas un analyste système) est d'étudier ou de définir un système d'information ; l’analyste peut aussi accompagner sa construction et sa mise en place, sous la responsabilité d'un chef de projet ; ou même jouer ce rôle. 

## Rappels
Il ne faut pas confondre la notion de Système d'information avec celle d'Application informatique qui correspond à un logiciel, un progiciel, etc. supporté par un ordinateur. Le Système d'Information peut inclure l'outil supporté par un ordinateur, mais pas l'inverse, sauf peut-être selon un certain point de vue, en cas d'outil totalement autonome supporté par un ordinateur.
Un besoin informatique peut être, par exemple : 
- une demande d'un utilisateur du système informatique (SI), généralement dans le but d'améliorer l'ergonomie informatique ou la performance du SI ;
- créer une nouvelle fonctionnalité du SI ;
- intégrer une contrainte extérieure au SI (réglementation) ;
- corriger une défaillance du SI.

## Rôle de l'analyste
Le métier d'Analyste est un méta métier qui définit les métiers, les procédures métiers en collaboration avec les experts-métier. Il a un rôle de conseil en organisation. Il est un Consultant en Management et Organisation.
Il doit :
- observer le monde dans sa complexité, pour l'exprimer aussi simplement que possible (Ross Ashby), sachant que face à un problème de complexité N, seule une solution de même niveau de complexité pourra résoudre ce problème[réf. nécessaire].
- évaluer la faisabilité de la demande implicite ou explicite, ainsi que l'opportunité ;
- déterminer les impacts sur le SI ;
- proposer différentes solutions avec leurs avantages et inconvénients ;
- éventuellement, participer à la réalisation de la solution choisie, mais son rôle lors de l'étape de réalisation/développement est alors de piloter/coordonner une équipe de (développeurs/programmeurs/analyste-programmeurs) ;
- veiller à la bonne intégration au SI de l'évolution demandée.

## Métiers
Selon la taille du projet, et l'étape du projet où intervient l'analyste ; son rôle peut varier. Il aura la responsabilité de veiller à la bonne qualité et la cohérence des Analyses Fonctionnelles, des Analyses Techniques ou Systèmes, par rapport aux besoins exprimés. Chacune de ces fonctions aura un rôle propre au sein du projet. Il peut aussi jouer le rôle de Consultant qui représente la Direction dans l'accompagnement des projets, des Directeurs de Projet et des Chefs de Projet. 
Ces différents rôles peuvent être exercés par une seule personne ou par des personnes distinctes, selon le contexte.
Dans le cycle en V traditionnel, l'analyste se positionne en première étape des Etudes Informatiques. Il s'agit pour lui d'identifier et d'exprimer les besoins nouveaux ou d'évolutions du Système d'Information. Ensuite, sous sa responsabilité ou non, interviennent les analystes-fonctionnels qui rédigent les spécifications fonctionnelles. À partir de celles-ci, les analystes-programmeurs ou concepteur vont analyser les constructions possible de logiciels, incluses dans le futur système d'information. Par exemple : un système comptable, une gestion de stock, un Système de contrôle de gestion sont des systèmes d'information. Suivant la complexité et les volumes, un logiciel pourra aider l'Homme dans les tâches complexes ou volumineuses. Mais il est des systèmes d'information qui ne comportent aucune tâche ordinateur. 
L'Analyste travaille avec des Analystes-Métier, des Experts Métiers (Analyste-Programmeur, Analyste Financier, Actuaire,...). Au sein d'une petite structure, l'Analyste peut éventuellement jouer exceptionnellement un rôle d'Analyste-Métier. 